# Gilles Leclerc (journaliste)
Pour les articles homonymes, voir Gilles Leclerc et Leclerc.
 (août 2017).
Gilles Leclerc, né le 23 août 1952 à Roscoff (Finistère), est un consultant - journaliste économique et politique français et membre du comité d’éthique de Radio-France. Il exerce de multiples responsabilités à RMC, RTL, Antenne 2, France 2 et France 3. De 2009 à 2015, il est président de la chaine parlementaire Public Sénat.
Depuis octobre 2015, il est président de la société Gilles Leclerc Conseil.

## Biographie

### Études
Gilles Leclerc est diplômé de l'École française des attachés de presse (EFAP) après des études de droit à l’Université Paris X Nanterre.

### À la radio
Il commence sa carrière à RMC en 1973 en qualité de journaliste reporter. Après un bref passage à Radio Mururoa en 1976 dans le cadre de son service militaire, il réintègre RMC en tant que journaliste politique. En 1980, il rejoint RTL sous la direction de Michèle Cotta. Avec cette dernière, il crée et coanime l'émission Le Grand Jury RTL – Le Monde. En 1981, il est nommé rédacteur en chef adjoint du service politique de la station. Il est nommé vice-président de la Presse parlementaire en 1985[réf. souhaitée].

### À la télévision
En 1987, Gilles Leclerc intègre Antenne 2 en tant que no 2 du service politique avant d'en prendre la tête au départ de Paul Amar[réf. souhaitée]. Il présente également des journaux de la chaine (Télématin, 13 h et 23 h). En 1992, il est nommé rédacteur en chef à la rédaction nationale de France 3 et chef du service politique. Parallèlement, il présente occasionnellement le 12/13, le 19/20 et Soir 3. À partir de 1994, il coanime avec Christine Ockrent et les chroniqueurs Philippe Alexandre et Serge July Dimanche Soir, un nouveau rendez-vous politique dominical.
En 1997, il produit et anime avec Christine Ockrent la première émission traitant des questions européennes : France Europe Express[réf. souhaitée]. En 1999, il devient éditorialiste et directeur adjoint de la rédaction nationale de France 3. Parallèlement à ses activités à France 3, Gilles Leclerc collabore à Public Sénat dès la création de la chaîne en 2000. Il y anime notamment Studio ouvert et Face à la Presse, puis tous les mardis l'émission Y'a de l'éco en partenariat avec le quotidien Les Échos. À partir de 2002, Gilles Leclerc présente une chronique politique hebdomadaire sur Radio Classique.
En 2004, il rejoint France 2 en tant que rédacteur en chef et éditorialiste[réf. souhaitée]. Il est responsable des services Politique, Économie et Europe. De septembre 2004 à juin 2007, Gilles Leclerc anime sur France 2 l’émission Question ouverte en alternance avec Alain Duhamel. En avril 2009, Gilles Leclerc est nommé à la présidence de la chaîne parlementaire Public Sénat par Gérard Larcher. Il est renouvelé en 2012 pour un nouveau mandat par Jean-Pierre Bel.
Depuis octobre 2015, il est président de la société Gilles Leclerc Conseil. 

### Controverses
À la tête de sa société de communication Gilles Leclerc Conseil, il est accusé par le média Arrêt sur images de produire des publicités déguisées pour la section Business TV du site internet du journal La Tribune.  Le journaliste Loris Guémart indique que ces liens sont dangereux pour la crédibilité de la presse française et qu'il trompe les lecteurs de La Tribune. Le journaliste est notamment accusé de présenter avantageusement l'organisme de formation Le Village de l'Emploi à travers de « fausses interviews » alors que sa société mère Iso Set a été condamné entre 2015 et 2021 par des tribunaux judiciaires, la cour d’appel de Paris et en cassation. 

### Distinctions
Il est chevalier du Mérite Agricole[réf. souhaitée].

### Vie privée
Marié à l'agent artistique Marie-Laure Munich, Gilles Leclerc est le père de trois enfants.